# Procatedral de Nuestra Señora de la Luz (Mindelo)
La Procatedral de Nuestra Señora de la Luz también llamada Catedral de  Nuestra Señora de la Luz (en portugués: Pró-catedral Nossa Senhora da Luz) es el nombre que recibe un edificio religioso que pertenece a la Iglesia católica y se encuentra ubicado en la localidad de Mindelo en la Isla de São Vicente, siendo la segunda ciudad más grande y que esta al norte del país africano de Cabo Verde.
El edificio tiene vitrales Gótico, arcos en herradura de inspiración islámica y elementos del período barroco. Su historia se remonta a 1845 cuando empezaron las obras de construcción y no sería finalizada hasta 1963. Recientemente ha sido restaurada.
El templo sigue el rito romano o latino y funciona como la sede de la diócesis de Mindelo (Dioecesis Mindelensis) que fue creada en 2003 mediante la bula "Spiritali fidelium" del papa Juan Pablo II.
Esta bajo la responsabilidad pastoral del obispo Ildo Augusto Dos Santos Lopes Fortes.

## Véase también

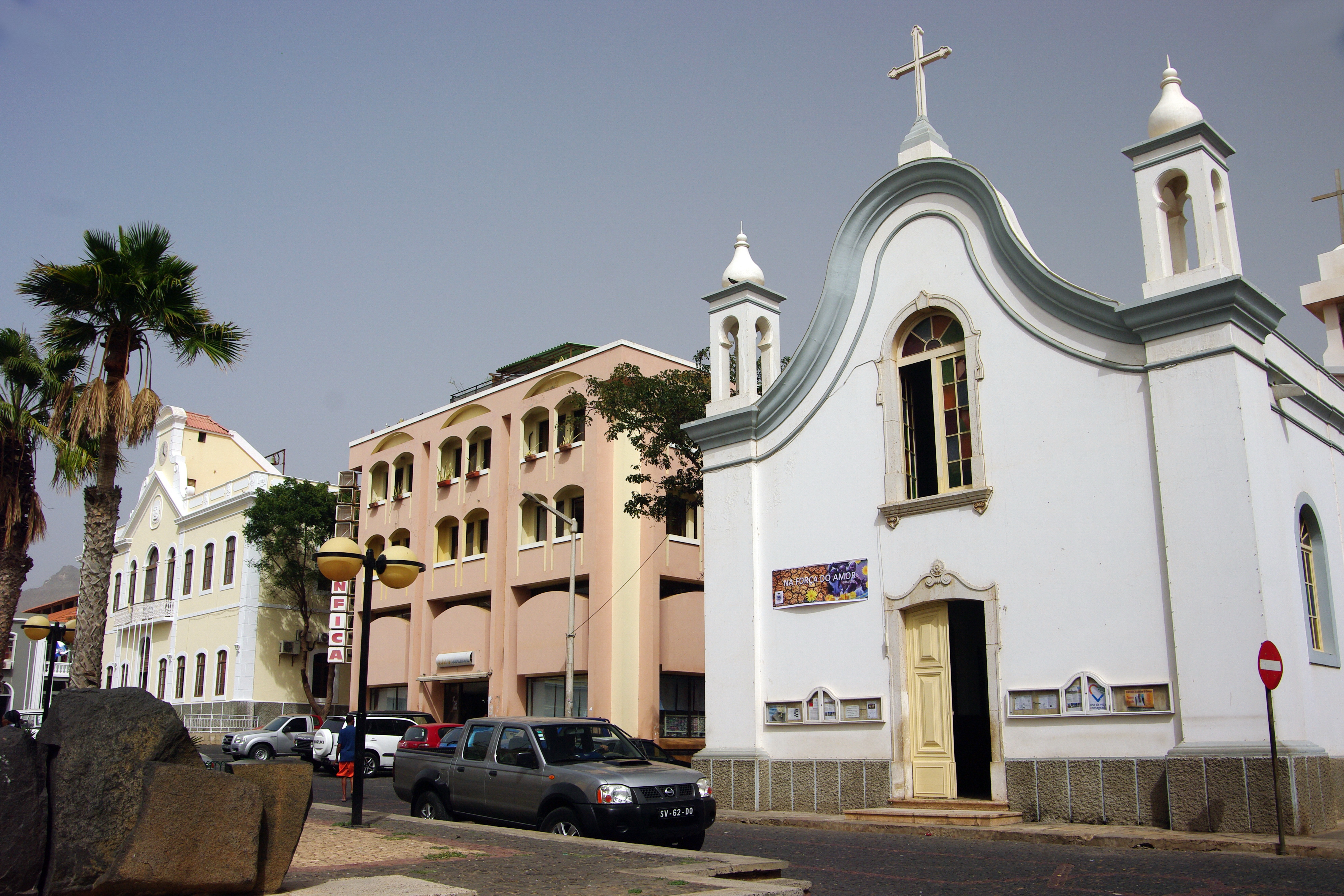
Otra vista de la iglesia